# Euconchoecia bifurcata
Euconchoecia bifurcata är en kräftdjursart som beskrevs av Chen och Lin 1984. Euconchoecia bifurcata ingår i släktet Euconchoecia och familjen Halocyprididae.

## Underarter
Arten delas in i följande underarter:
- E. b. pax
- E. b. bifurcata